# Ideaworks Game Studio
Ideaworks Game Studio è stata un'azienda inglese dedita allo sviluppo di videogiochi con sede nella città di Londra, fondata nel 1997 e chiusa nel 2012.
L'azienda si occupava prevalentemente dello sviluppo di videogiochi per cellulari, collaborando con aziende come Electronic Arts e Square Enix.

## Videogiochi
| Anno | Titolo                               | Piattaforma |
| ---- | ------------------------------------ | ----------- |
| 2003 | Tomb Raider                          | N-Gage      |
| 2003 | Pandemonium                          | N-Gage      |
| 2003 | Tony Hawk’s Pro Skater               | N-Gage      |
| 2004 | The Sims: Fuori tutti!               | N-Gage      |
| 2005 | Colin McRae Rally 2.0                | N-Gage      |
| 2005 | The Sims 2                           | Cellulare   |
| 2005 | Need for Speed: Underground 2        | Cellulare   |
| 2006 | Need for Speed: Most Wanted          | Cellulare   |
| 2006 | Dirge of Cerberus: Final Fantasy VII | Cellulare   |
| 2008 | Metal Gear Solid Mobile              | Cellulare   |
| 2008 | Resident Evil: Degeneration          | Cellulare   |
| 2009 | Call of Duty: World at War – Zombies | Cellulare   |
| 2010 | Need for Speed: Shift                | Cellulare   |
| 2011 | Call of Duty: Black Ops – Zombies    | Cellulare   |